# Saint-Barnabé (Quebec)
Saint-Barnabé es un municipio parroquial canadiense situado en la provincia de Quebec.

## Superficie
Saint-Barnabé tiene una superficie de 58,94 km².

## Demografía
En 2021, tenía 1186 habitantes, una densidad poblacional de 20,1 hab./km², y 562 viviendas.